# 8603 Senator
8603 Senator è un asteroide della fascia principale. Scoperto nel 1977, presenta un'orbita caratterizzata da un semiasse maggiore pari a 2,1480490 UA e da un'eccentricità di 0,1962034, inclinata di 3,67090° rispetto all'eclittica.